# Torneo de Chennai 2008
El Chennai Open 2008 fue un torneo de tenis jugado en pistas dura. Fue la edición nº13 de este torneo, y formó parte de los International Series del ATP Tour 2008. Se celebró en el SDAT Tennis Stadium en Chennai, India, desde el 31 de diciembre de 2007 hasta el 6 de enero de 2008.
El cuadro principal estaba encabezado por el n.º 2 ATP, triple campeón de Roland Garros, y semifinalista en el Torneo de Chennai 2007 Rafael Nadal, el semifinalista en París 2007 TMS Marcos Baghdatis, y el cuartofinalista en US Open 2007 y vencedor en los de torneos de Chennai 2004 y Chennai 2005 Carlos Moyá. También estaban presentes en el cuadro el semifinalista de San Petersburgo 2007 Mijaíl Yuzhny, el semifinalista en Metz 2007 Nicolas Mahut, Jürgen Melzer, Werner Eschauer y Marc Gicquel.

## Hechos notables
La semifinal que enfrentó a los mallorquines Rafael Nadal y Carlos Moyá, con Nadal venciendo por 6–7(3), 7–6(8), 7–6(1), fue el partido más largo a 3 sets desde 1993, cuando Andréi Cherkásov derrotó a Andrea Gaudenzi, 6–7(6), 7–6(2), 7–5 en el ATP Tel Aviv. Ambos partidos alcanzaron las tres hora y cincuenta y cinco minutos.

## Campeones

### Individual
Mijaíl Yuzhny vence a  Rafael Nadal 6–0, 6–1 
- Para Yuzhny fue el primer título del año, y el 4º de su carrera.

### Dobles
Sanchai Ratiwatana /  Sonchat Ratiwatana vencen a  Marcos Baghdatis /  Marc Gicquel, 6–4, 7–5